# Ueno
Ueno (jap. 上野駅 Ueno-eki) – jedna z największych stacji kolejowych JR Higashi Nihon w Tokio, pierwotnie kończąca linię Nippon Tetsudō (obecnie Tōhoku-sen), łączącą Tokio z północną częścią kraju.
Położenie: Tōkyō-to 台東区 Taitō-ku.

## Układ przestrzenny

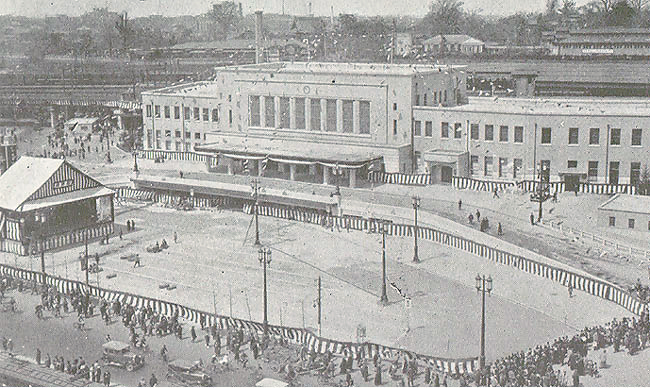
Otwarcie przebudowanego dworca w 1932 r.

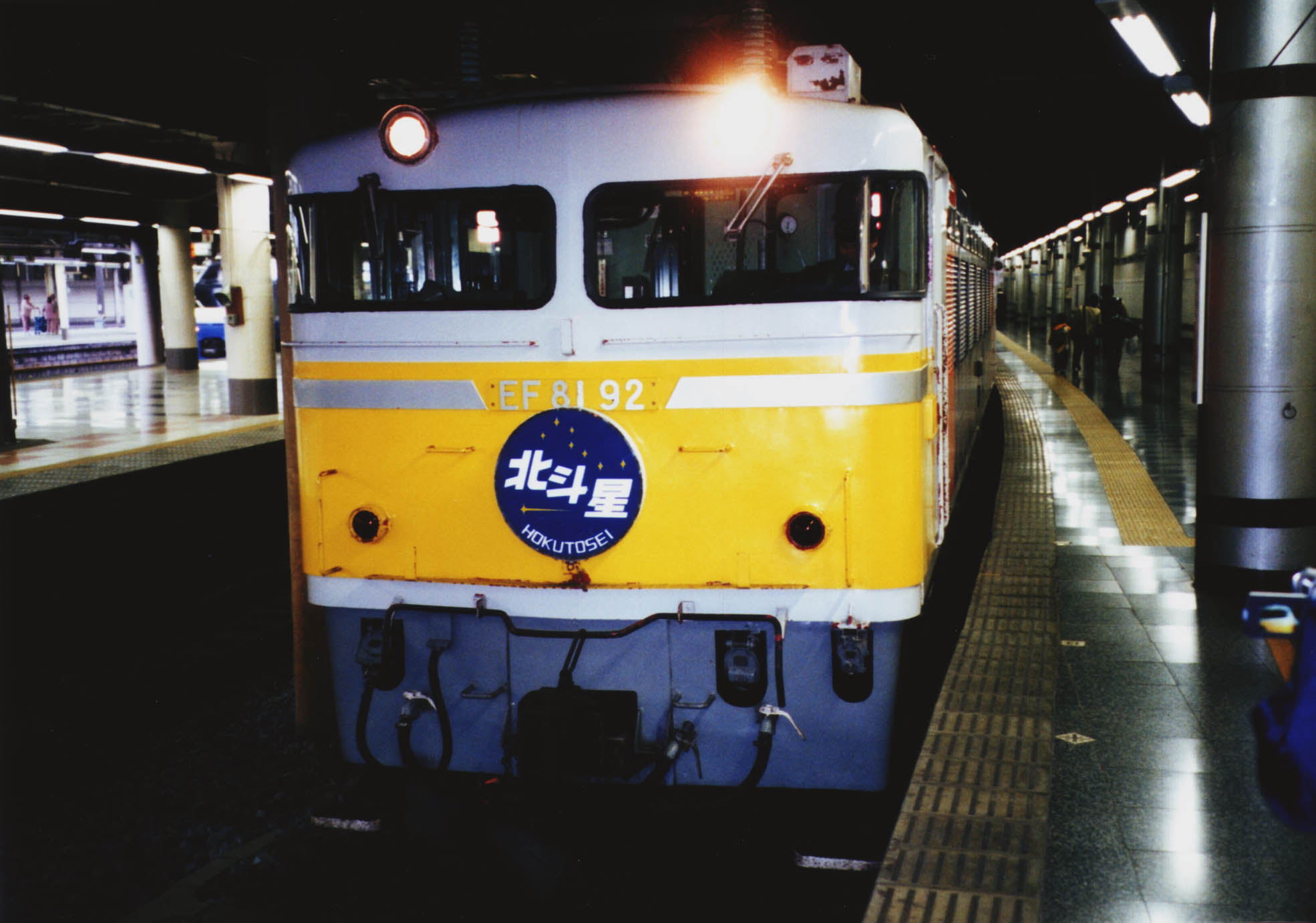
Jeden z niewielu wąskotorowych pociągów dalekobieżnych pozostałych po budowie linii Shinkansen: nocny Hokutosei do Sapporo

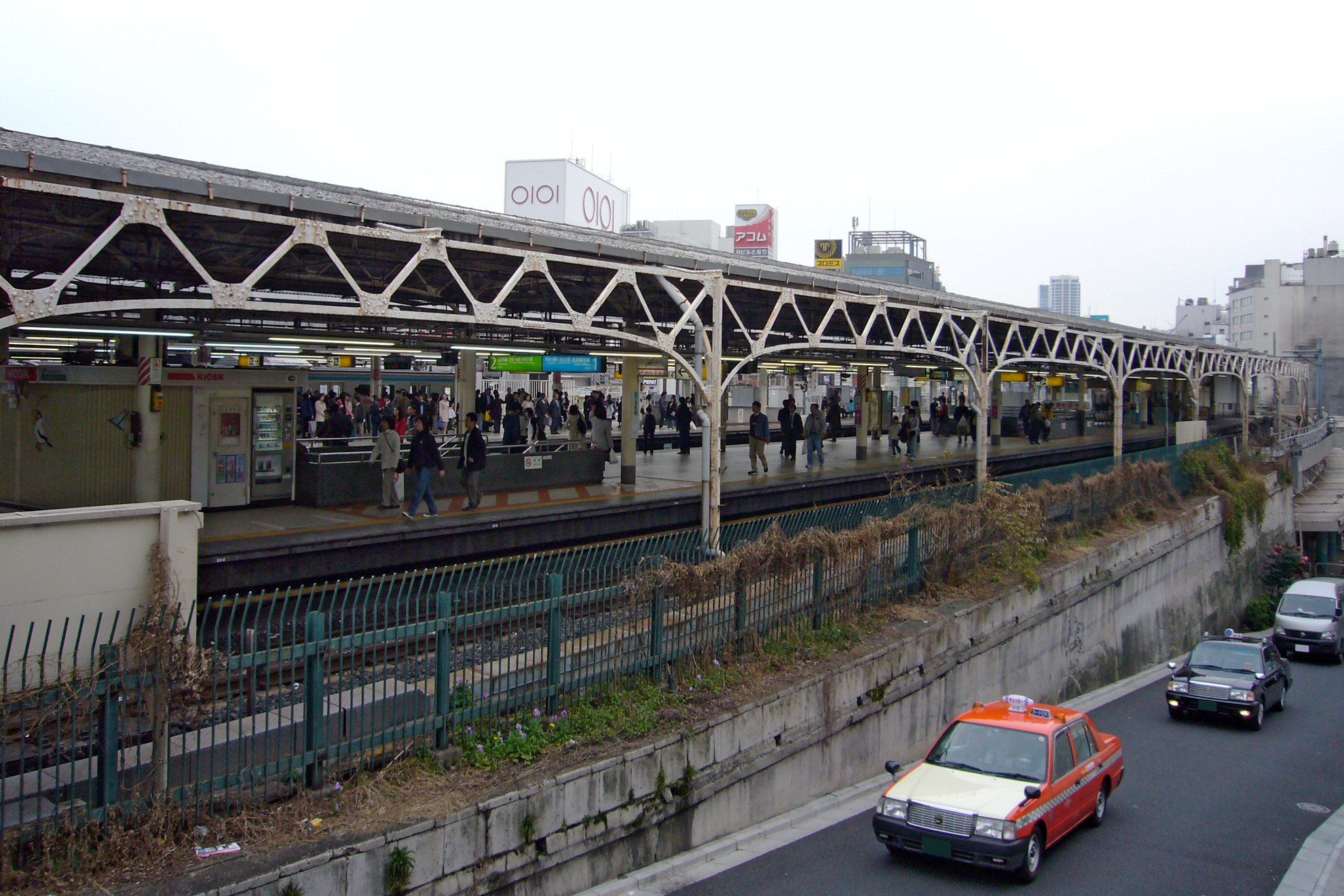
Zachowany od strony Parku Ueno fragment hali peronowej nad torami Yamanote-sen i Keihan-Tōhoku-sen

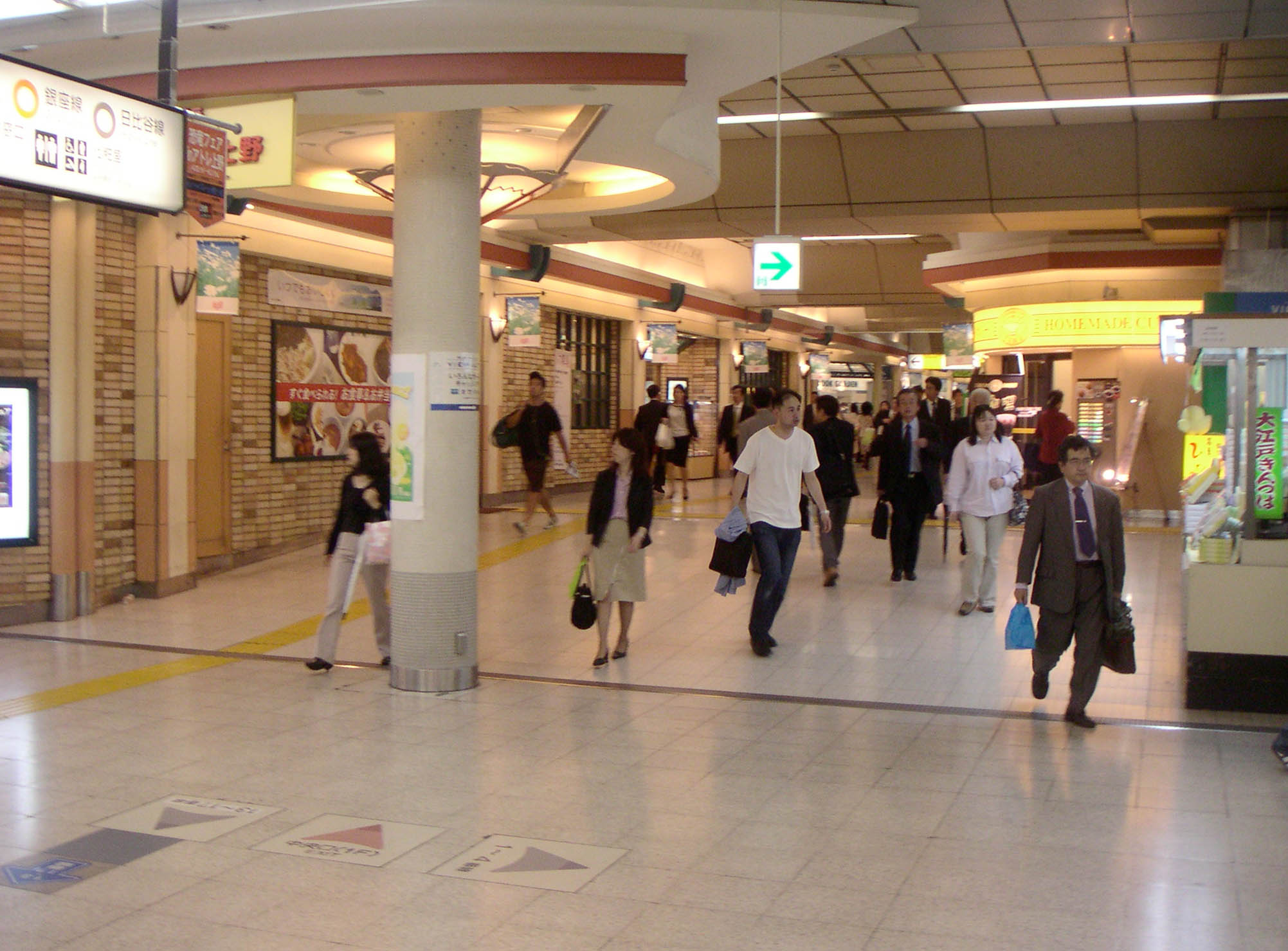
Ogólnodostępny pasaż handlowy nad peronami

Stacja o złożonym układzie przelotowo-czołowym z torami położonymi na czterech poziomach.
- Poziom +1:

2 perony wyspowe przelotowe (4 krawędzie) dla pociągów Yamanote-sen, Keihin-Tōhoku-sen
1 peron wyspowy przelotowy (2 krawędzie) dla pociągów Utsunomiya-sen,　Takasaki-sen
3 perony czołowe (6 krawędzi) dla pociągów Utsunomiya-sen, Takasaki-sen, Jōban-sen
- Poziom 0: 3 perony czołowe (6 krawędzi przy torach ślepych)　dla pociągów Utsunomiya-sen,　Takasaki-sen, Jōban-sen
- Poziomy -1, -2: poziomy techniczno-usługowe nad dworcem linii Shinkansen
- Poziom -3: pomieszczenia recepcyjne dworca Tōhoku, Jōetsu, Nagano Shinkansen
- Poziom -4: 2 perony wyspowe dla pociągów Shinkansen (4 krawędzie)

Główny budynek recepcyjny, stosunkowo niewielki, umieszczony w poziomie 0 od strony wschodniej od czoła torów ślepych (pochodzi z 1932 r.). Za nim znajduje się obszerny hall, przykryty stalowo-szklanym dachem (tzw. グランドコンコース grand concourse). Kompleks peronów na poz. +1 nadbudowany pasażem otwartym i trzema krytymi; perony czołowe nadbudowane dodatkowo parkingiem.

## Integracja z transportem lokalnym
Pod placem przeddworcowym (strona wschodnia) znajdują się dwie stacje metra na 銀座線 Ginza-sen i 日比谷線　Hibiya-sen.
Pod parkiem Ueno (strona zachodnia) znajduje się dworzec czołowy głównej linii kolei prywatnej Keisei (京成本線 Keisei Honsen), mający 2 perony czołowe przy 4 torach ślepych. Dworzec ten jest połączony ze stacją metra i dalej z kompleksem JR za pomocą podziemnego korytarza.

## Rys historyczny
Dworzec otwarto 28 VII 1883 jako stację początkową pierwszego odcinka kolei prywatnej sieci krajowej 日本鉄道 Nippon Tetsudō do 熊谷 Kumagaya. Wiadomo, że tory towarowe tej kolei przechodziły przez dworzec Ueno aż do położonego półtora kilometra dalej na południe dworca towarowego w dzielnicy Akihabara. W 1906 kolej została upaństwowiona (odtąd należała do Kolei Rządowych Tetsudō Kokuyūhō). W 1925 r. ukończono linię łączącą Ueno z dworcem Tōkyō, przebiegającą na wiadukcie. W 1927 r. otwarto stację metra. W latach 30. dokonano przebudowy dworca – powstał wówczas obecny budynek recepcyjny, wielki hall i – prawdopodobnie – niektóre hale peronowe. W 1949 Kolej Rządowa zmieniła status i nazwę na „Japońskie Koleje Narodowe” (日本国有鉄道 Nihon Kokuyū Tetsudō). W 1985 otwarto linie Tōhoku i Jōetsu Shinkansen (Ueno był tymczasowo dworcem początkowym), a 1991 r. uruchomiono ich trasę podziemną do dworca Tōkyō. Od 1987 r. dworzec należy do kolei JR Higashi-Nihon (JR East).

## Charakterystyka ruchu
Dworzec Ueno był stacją początkową pociągów dalekobieżnych łączących Tokio z północą kraju. Od budowy linii Shinkansen między Ueno i Tōkyō, Ueno jest stacją początkową większości pociągów regionalno-aglomeracyjnych wychodzących na północ, oraz przystankiem na dwóch liniach średnicowych kolei miejsko-aglomeracyjnej.
W 2006 r. średnia dzienna liczba pasażerów wysiadających lub wsiadających do pociągów JR wyniosła 178,0 tys. osób. Stacje metra obsłużyły 206,9 tys. osób.
W godzinie szczytu porannego (8:00 – 8:59) dworzec odprawia ok. 13 pociągów Shinkansen, 28 pociągów Takasaki-sen, Utsunomiya-sen, Jōban-sen oraz ok. 100 pociągów Keihan-Tōhoku-sen i Yamanote-sen – razem 141 pociągów wąskotorowych i 13 pociągów Shinkansen.